# 李哥庄镇
李哥庄镇是中国山东省青岛市胶州市下辖的一个镇，是青岛市规划的人口规模5~10万的23个重点镇之一。

## 行政区划
李哥庄镇下辖李新居委会、中张家庄居委会、张杨庄居委会、北王家庄居委会、李哥庄居委会、北张家庄村、陈家埠子村、大屯二村、大屯三村、大屯一村、大窑村、东小埠村、高家村、河荣西村、河荣一村、后石龙村、后辛疃村、黄家屯村、纪家庄村、贾疃村、姜新村、矫戈庄村、老窑村、冷家庄村、李魏屯村、毛家庄村、南王家庄村、南张家庄村、前石龙村、前辛疃村、石拉子村、双京村、四甲村、孙家村、桃园村、陶家庄村、王新村、魏家屯村、西小埠村、小辛疃村、小窑村、新马家庄村、周臣屯村、周家村、李哥庄村、北王家庄村。